# Парете (Казерта)
Парете (итал. Parete) је насеље у Италији у округу Казерта, региону Кампанија.
Према процени из 2011. у насељу је живело 10989 становника. Насеље се налази на надморској висини од 66 м.

## Становништво
| 1931. | 1936. | 1951. | 1961. | 1971. | 1981. | 1991. | 2001.  | 2011.  |
| ----- | ----- | ----- | ----- | ----- | ----- | ----- | ------ | ------ |
| 3.560 | 3.950 | 4.826 | 5.679 | 6.862 | 8.024 | 9.026 | 10.325 | 11.012 |